# Командный чемпионат мира по международным шашкам среди женщин 2024
Командный чемпионат мира по международным шашкам среди женщин 2024 года проходил с 1 по 8 мая в Албуфейра, Португалия в основной программе с классическим контролем времени, в рапиде и блице. Участие приняли шесть команд. Арбитр Зоя Голубева. 
Чемпионками мира стала команда Латвии, серебро завоевала команда Польши. Бронза досталась команде Нидерландов.
Там же одновременно проходил командный чемпионат среди мужчин.
По политическим причинам команды России и Беларуси не принимали участие.
Там же с 9 по 12 мая проводился 2-й чемпионата мира по португальским шашкам.

## Регламент
Турнир проводился по круговой системе.
Команды занявшие первые четыре места на первом этапе сыграли между собой с учётом результатов первого этапа. Команды занявшие 5 и 6 место провели между собой два матча.
В каждой команде играли по 3 шашистки. За победу в каждой игре присваивается 2 очка, за ничью — 1, за поражение 0 очков.
За победу в матче (4, 5 и 6 очков) команде присваивается 2 очка, за ничью (3:3) — 1 очко, за поражение 0 очков.
Место команды определялось по:
- 1. Сумме очков матчей
- 2. Сумме очков набранных во всех партиях.
- 3. Сумме очков на набранных на первой доске.
- 4. Сумме очков на набранных на второй доске.
- 5. По результату личных встреч между командами, в случае равенства по результатам на доскам.

## Результаты
В графе «Очки» в скобках указано количество очков набранное во всех партиях.
| Место | Команда                                                                                              | 1 | 2 | 3 | 4 | 5 | 6 | выигр. | ничьи | пораж. | Очки   | Очки по доскам (1я, 2я, 3я) |
| ----- | --- | - | - | - | - | - | - | ------ | ----- | ------ | ------ | --------------------------- |
| 1     | Нидерланды · Лиса Схолтенс · Флёр Крёйсмюлдер · Юлия Бинцаровская                                    |   | 3 | 5 | 4 | 4 | 5 | 4      | 1     | 0      | 9 (21) | (7, 6, 8)                   |
| 2     | Латвия · Елена Чеснокова · Мальвина Мисане · Алиса Мисане                                            | 3 |   | 3 | 3 | 4 | 4 | 2      | 3     | 0      | 7 (17) | (7, 6, 4)                   |
| 3     | Польша · Наталья Садовская · Марта Банковска · Катажина Станчук                                      | 1 | 3 |   | 4 | 3 | 4 | 2      | 2     | 1      | 6 (15) | (4, 6, 5)                   |
| 4     | Китай · Чжан Ю · Сунь Цзинъяо · Сайя Гансухэ                                                         | 2 | 3 | 2 |   | 3 | 3 | 0      | 3     | 2      | 3 (13) | (5, 4, 4)                   |
| 5     | Украина · Виктория Мотричко · Елена Короткая · Ольга Балтажи · Юлия Макаренкова · Людмила Литвиненко | 2 | 2 | 3 | 3 |   | 3 | 0      | 3     | 2      | 3 (13) | (4, 5, 4)                   |
| 6     | Литва · Эмилия Батковская · Симона Трифоновайте · Рита Пакаускайте                                   | 1 | 2 | 2 | 3 | 3 |   | 0      | 2     | 3      | 2 (11) | (3, 3, 5)                   |

### 1 тур
(1 доска; 2 доска; 3 доска)
 Латвия —  Нидерланды 1:1 (3:3)
(Елена Чеснокова—Флёр Крёйсмюлдер 1:1, Алиса Мисане—Лиса Схолтенс 1:1, Мальвина Мисане—Юлия Бинцаровская 1:1)
 Польша —  Украина 1:1 (3:3)
(Наталья Садовская—Виктория Мотричко 1:1, Марта Банковска—Ольга Балтажи 1:1, Катажина  Станчук —Юлия Макаренкова 1:1)
 Китай —  Литва 1:1 (3:3)
(Чжан Ю—Симона Трифоновайте 1:1, Сайя Гансухэ—Рита Пакаускайте 1:1, Сунь Цзинъяо—Эмилия Батковская 1:1)

### 2 тур
Нидерланды —  Литва 2:0 (5:1)
(Лиса Схолтенс—Симона Трифоновайте 2:0, Флёр Крёйсмюлдер—Рита Пакаускайте 2:0, Юлия Бинцаровская—Эмилия Батковская 1:1)
 Украина —  Китай 1:1 (3:3)
(Виктория Мотричко—Чжан Ю 1:1, Елена Короткая—Сайя Гансухэ 1:1, Ольга Балтажи—Сунь Цзинъяо 1:1)
 Латвия —  Польша 1:1 (3:3)
(Елена Чеснокова—Наталья Садовская 1:1, Мальвина Мисане—Марта Банковска 1:1, Алиса Мисане—Катажина  Станчук  1:1)

### 3 тур
Польша —  Нидерланды 0:2 (1:5)
(Марта Банковска—Флёр Крёйсмюлдер 0:2, Наталья Садовская—Юлия Бинцаровская 1:1,  Катажина  Станчук —Лиса Схолтенс 0:2)
 Китай —  Латвия 1:1 (3:3)
(Чжан Ю—Елена Чеснокова 1:1, Сайя Гансухэ—Мальвина Мисане 1:1, Сунь Цзинъяо—Алиса Мисане 1:1)
 Литва —  Украина 1:1 (3:3)
(Симона Трифоновайте—Виктория Мотричко 1:1, Рита Пакаускайте—Людмила Литвиненко 1:1, Эмилия Батковская—Юлия Макаренкова 1:1)

### 4 тур
Нидерланды —  Украина 2:0 (4:2)
(Юлия Бинцаровская—Виктория Мотричко 1:1, Лиса Схолтенс—Елена Коротка 1:1, Флёр Крёйсмюлдер—Людмила Литвиненко 2:0)

 Латвия —  Литва 2:0 (4:2)
(Елена Чеснокова—Симона Трифоновайте 2:0, Мальвина Мисане—Рита Пакаускайте 2:0, Алиса Мисане—Эмилия Батковская 0:2)
 Польша —  Китай 2:0 (4:2)
(Марта Банковска—Чжан Ю 1:1, Наталья Садовская—Сунь Цзинъяо 2:0,  Катажина  Станчук —Сайя Гансухэ 1:1)

### 5 тур
Китай —  Нидерланды 0:2 (2:4)
(Чжан Ю—Флёр Крёйсмюлдер 1:1, Сайя Гансухэ—Лиса Схолтенс 1:1, Сунь Цзинъяо—Юлия Бинцаровская 0:2)
 Литва —  Польша 0:2 (2:4)
(Симона Трифоновайте—Марта Банковска 1:1, Рита Пакаускайте—Катажина  Станчук 1:1, Эмилия Батковская—Наталья Садовская 0:2)
 Украина —  Латвия 0:2 (2:4)
(Ольга Балтажи—Елена Чеснокова 0:2; Виктория Мотричко—Алиса Мисане 1:1, Елена Короткая—Мальвина Мисане 1:1, )

## Финал
| Место | Команда    | выигр. | ничьи | пораж. | Очки    |
| ----- | ---------- | ------ | ----- | ------ | ------- |
| 1     | Латвия     | 4      | 4     | 0      | 12 (28) |
| 2     | Польша     | 3      | 4     | 1      | 10 (26) |
| 3     | Нидерланды | 4      | 1     | 3      | 9 (26)  |
| 4     | Китай      | 1      | 4     | 3      | 6 (22)  |

1 тур
 Нидерланды —  Польша 0:2 (1:5)
(Флёр Крёйсмюлдер—Катажина  Станчук 0:2; Юлия Бинцаровская—Наталья Садовская 1:1, Лиса Схолтенс—Марта Банковска 0:2)

 Латвия —  Китай 2:0 (4:2)
(Елена Чеснокова—Сайя Гансухэ 1:1, Мальвина Мисане—Чжан Ю 1:1, Алиса Мисане—Сунь Цзинъяо 2:0)
2 тур
 Польша —  Латвия 1:1 (3:3)
(Катажина  Станчук—Елена Чеснокова 1:1; Наталья Садовская—Мальвина Мисане 1:1; Марта Банковска—Алиса Мисане 1:1)
 Нидерланды —  Китай 0:2 (2:4)
(Юлия Бинцаровская—Чжан Ю 0:2; Лиса Схолтенс—Сунь Цзинъяо 2:0; Флёр Крёйсмюлдер—Сайя Гансухэ 0:2)
3 тур
 Китай —  Польша 1:1 (3:3)
(Сайя Гансухэ—Катажина  Станчук 1:1; Чжан Ю—Марта Банковска 1:1; Сунь Цзинъяо—Наталья Садовская 1:1)
 Нидерланды —  Латвия 0:2 (2:4)
(Юлия Бинцаровская—Елена Чеснокова 1:1; Лиса Схолтенс—Мальвина Мисане 0:2; Флёр Крёйсмюлдер—Алиса Мисане 1:1)

## Матчи за 5 место
| Место | Команда | выигр. | ничьи | пораж. | Очки  |
| ----- | ------- | ------ | ----- | ------ | ----- |
| 5     | Украина | 2      | 0     | 0      | 4 (9) |
| 6     | Литва   | 0      | 0     | 2      | 0 (3) |

1 матч
 Украина —  Литва 2:0 (4:2)
(Елена Короткая—Симона Трифоновайте 1:1; Юлия Макаренкова—Рита Пакаускайте 2:0; Людмила Литвиненко—Эмилия Батковская 1:1)
2 матч
 Литва —  Украина 0:2 (1:5)
(Симона Трифоновайте—Елена Короткая 0:2; Рита Пакаускайте—Юлия Макаренкова 0:2; Эмилия Батковская—Людмила Литвиненко 1:1)

## Личные результаты
После 5 туров
| Место | Участник            | Страна     | Звание | Рейтинг | Очки | выигр. | ничьи | пораж. |
| ----- | ------------------- | ---------- | ------ | ------- | ---- | ------ | ----- | ------ |
| 1     | Флёр Крёйсмюлдер    | Нидерланды | MFF    | 2121    | 8    | 3      | 2     | 0      |
| 2     | Лиса Схолтенс       | Нидерланды | MIF    | 2192    | 7    | 2      | 3     | 0      |
| 2     | Елена Чеснокова     | Латвия     | MF     | 2189    | 7    | 2      | 3     | 0      |
| 4     | Наталья Садовская   | Польша     | MI     | 2213    | 6    | 1      | 4     | 0      |
| 4     | Мальвина Мисане     | Латвия     | CMFF   | 2062    | 6    | 1      | 4     | 0      |
| 4     | Юлия Бинцаровская   | Нидерланды | MFF    | 2117    | 6    | 1      | 4     | 0      |
| 7     | Эмилия Батковская   | Литва      | MFF    | 2000    | 5    | 1      | 3     | 1      |
| 7     | Катажина Станчук    | Польша     | MF     | 2068    | 5    | 1      | 3     | 1      |
| 9     | Виктория Мотричко   | Украина    | MI     | 2278    | 5    | 0      | 5     | 0      |
| 9     | Чжан Ю              | Китай      | GMIF   | 2207    | 5    | 0      | 5     | 0      |
| 9     | Сайя Гансухэ        | Китай      | MIF    | 2098    | 5    | 0      | 5     | 0      |
| 12    | Марта Банковска     | Польша     | GMIF   | 2150    | 4    | 0      | 4     | 1      |
| 12    | Алиса Мисане        | Латвия     | CMFF   | 2015    | 4    | 0      | 4     | 1      |
| 14    | Елена Короткая      | Украина    |        | 2114    | 3    | 0      | 3     | 0      |
| 14    | Сунь Цзинъяо        | Китай      |        |         | 3    | 0      | 3     | 2      |
| 14    | Симона Трифоновайте | Литва      |        | 1992    | 3    | 0      | 3     | 2      |
| 14    | Рита Пакаускайте    | Литва      | MIF    | 2074    | 3    | 0      | 3     | 2      |
| 18    | Ольга Балтажи       | Украина    | MF     | 2141    | 2    | 0      | 2     | 1      |
| 18    | Юлия Макаренкова    | Украина    | MIF    | 2128    | 2    | 0      | 2     | 0      |
| 20    | Людмила Литвиненко  | Украина    | MIF    | 2124    | 1    | 0      | 1     | 1      |

### Рапид
Контроль времени — 15 минут + 5 секунд за ход.
| Место | Команда                                                                                              | 1 | 2 | 3 | 4 | 5 | 6 | выигр. | ничьи | пораж. | Очки   |
| ----- | --- | - | - | - | - | - | - | ------ | ----- | ------ | ------ |
| 1     | Польша · Наталья Садовская · Марта Банковска · Катажина Станчук                                      |   | 3 | 4 | 3 | 4 | 4 | 3      | 2     | 0      | 8 (18) |
| 2     | Украина · Виктория Мотричко · Елена Короткая · Ольга Балтажи · Юлия Макаренкова · Людмила Литвиненко | 3 |   | 3 | 3 | 5 | 4 | 2      | 3     | 0      | 7 (18) |
| 3     | Китай · Чжан Ю · Сунь Цзинъяо · Сайя Гансухэ                                                         | 2 | 3 |   | 3 | 4 | 5 | 2      | 2     | 1      | 6 (17) |
| 4     | Латвия · Елена Чеснокова · Мальвина Мисане · Алиса Мисане                                            | 3 | 3 | 3 |   | 2 | 3 | 0      | 4     | 1      | 4 (14) |
| 5     | Литва · Эмилия Батковская · Симона Трифоновайте · Рита Пакаускайте                                   | 2 | 1 | 2 | 4 |   | 4 | 2      | 0     | 2      | 4 (13) |
| 6     | Нидерланды · Лиса Схолтенс · Флёр Крёйсмюлдер · Юлия Бинцаровская                                    | 2 | 2 | 1 | 3 | 2 |   | 0      | 1     | 4      | 1 (10) |

### Блиц
Проводился по двухкруговой системе.
Контроль времени в блице — 5 минут + 3 секунды за ход.
| Место | Команда                                                                                              | 1       | 2       | 3       | 4       | 5       | 6       | Очки    | выигр. | ничьи | пораж. |
| ----- | --- | ------- | ------- | ------- | ------- | ------- | ------- | ------- | ------ | ----- | ------ |
| 1     | Польша · Наталья Садовская · Марта Банковска · Катажина Станчук                                      |         | 4:2 3:3 | 3:3 2:4 | 3:3 5:1 | 5:1 4:2 | 5:1 4:2 | 15 (38) | 6      | 3     | 1      |
| 2     | Украина · Виктория Мотричко · Елена Короткая · Ольга Балтажи · Юлия Макаренкова · Людмила Литвиненко | 2:4 3:3 |         | 4:2 3:3 | 0:6 4:2 | 4:2     | 4:2 5:1 | 14 (33) | 6      | 2     | 2      |
| 3     | Нидерланды · Лиса Схолтенс · Флёр Крёйсмюлдер · Юлия Бинцаровская                                    | 3:3 4:2 | 2:4 3:3 |         | 3:3 4:2 | 3:3 0:6 | 4:2     | 12 (30) | 4      | 4     | 2      |
| 4     | Китай · Чжан Ю · Сунь Цзинъяо · Сайя Гансухэ                                                         | 3:3 1:5 | 6:0 2:4 | 3:3 2:4 |         | 3:3 4:2 | 4:2     | 11 (32) | 4      | 3     | 3      |
| 5     | Латвия · Елена Чеснокова · Мальвина Мисане · Алиса Мисане                                            | 1:5 2:4 | 2:4     | 3:3 6:0 | 3:3 2:4 |         | 2:4 4:2 | 6 (27)  | 2      | 2     | 6      |
| 6     | Литва · Эмилия Батковская · Симона Трифоновайте · Рита Пакаускайте                                   | 1:5 2:4 | 2:4 1:5 | 2:4     | 2:4     | 4:2 2:4 |         | 2 (20)  | 1      | 0     | 9      |